# Jimmy O. Yang
Pour les articles homonymes, voir Yang.
Jimmy O. Yang, né le 11 juin 1987 à Hong Kong, est un acteur et humoriste chinois naturalisé américain.

## Biographie
Au-yeung Man-Sing naît à Hong Kong sous la domination britannique. Ses parents sont tous deux originaires de Shanghai. En 2000, alors que Yang a 13 ans, sa famille émigre aux États-Unis et s'installe à Los Angeles, en Californie où sa tante et sa grand-mère vivent déjà. Ses parents les ont rejoints principalement pour permettre à Yang et son frère Roy d'accéder à de meilleures écoles et à une meilleure éducation.[réf. nécessaire] À son arrivée, il s'inscrit à la John Burroughs Middle School. Il fréquente ensuite le lycée de Beverly Hills.
Yang est diplômé de l'Université de Californie à San Diego en économie en 2009. Le premier conférencier lors de l'obtention de son diplôme est son futur show runner dans Silicon Valley, Mike Judge.

## Filmographie

### Cinéma
- 2013 : Les Stagiaires : Wa Zao
- 2016 : The Struggle : le conducteur du Uber
- 2016 : Traque à Boston : Dun Meng
- 2017 : Un Noël à El Camino (en) (El Camino Christmas) : Mike le caméraman
- 2018 : Juliet, Naked : Elliot
- 2018 : Mère incontrôlable à la fac (Life of the Party) de Ben Falcone : Tyler
- 2018 : Crazy Rich Asians : Bernard Tai
- 2018 : Carnage chez les Puppets (The Happytime Murders) de Brian Henson : Officier Delancey
- 2019 : La Grande Aventure Lego 2 : le zèbre enthousiaste (voix)
- 2020 : Lady Business de Miguel Arteta : Ron
- 2020 : Nightmare Island (Fantasy Island) de Jeff Wadlow :  Brax
- 2020 : The Opening Act de Steve Byrne : Will Chu
- 2021 : Le Dragon-Génie (Wish Dragon) de Chris Appelhans : Goon petit (voix)
- 2021 : Love Hard de Hernán Jiménez : Josh Lin[5]
- 2023 : Le Roi singe : Sun Wukong (voix)

### Télévision

#### Séries télévisées
- 2012 : 2 Broke Girls : la cible
- 2013 : Drunk History : Gengis Khan
- 2013 : Marvel : Les Agents du SHIELD : l'adolescent chinois
- 2013 : Philadelphia : Tang-See
- 2014 : Things You Shouldn't Say Past Midnight : Phil (5 épisodes)
- 2014 : New Girl : Steve
- 2014 : Esprits criminels : Nathan Chow
- 2014-2018 : Silicon Valley : Jian Yang (36 épisodes)[6]
- 2015 : Battle Creek : Chang
- 2016 : Les Pires Profs : James Chen (3 épisodes)
- 2016 : Broken : Donny (3 épisodes)
- 2016-2017 : American Dad! : gars de la fraternité / Hisashi (2 épisodes)
- 2018-2019 : Bienvenue chez les Huang : Horace (3 épisodes)
- 2018 : The 5th Quarter : Kong
- 2018 : Another Period : Eng Bunker
- 2018 : Les Simpson : Sun Tzu  (épisode : Une bonne lecture ne reste pas impunie)
- 2020 : Space Force : Docteur Chan Kaifang[7] (10 épisodes)
- 2024 : Interior Chinatown : Willis Wu

#### Téléfilms
- 2020 : We Bare Bears : The Movie : Joey Raccoon (voix)

### Jeux vidéo
- 2014 : Infamous: Second Son : un piéton